# Reprezentacja Irlandii U-17 w piłce nożnej kobiet
Reprezentacja Irlandii U-17 w piłce nożnej kobiet – reprezentacja Irlandii piłkarek nożnych do lat 17. Największym sukcesem reprezentacji jest zdobycie 2. miejsca na mistrzostwach Europy (2010).

## Występy w mistrzostwach Europy U-17
- 2008: II faza kwalifikacji[1]
- 2009: I faza kwalifikacji[2]
- 2010: 2. miejsce[3]
- 2011: I faza kwalifikacji[4]
- 2012: II faza kwalifikacji[5]
- 2013: II faza kwalifikacji[6]

## Występy w mistrzostwach świata U-17
- 2008: nie zakwalifikowała się[7]
- 2010: ćwierćfinał[8]
- 2012: nie zakwalifikowała się[9]